# Giulio Castelli (calciatore)
Giulio Castelli (Torino, 31 maggio 1925 – Torino, 9 settembre 2011) è stato un calciatore italiano, di ruolo difensore.

## Carriera

### Club
Cresciuto nelle giovanili del Torino senza riuscire ad approdare in prima squadra, ha disputato nel 1945 con il Pavia il Torneo Lombardo, nel 1946 passa al Novara, in Serie B, nell'operazione di mercato che porta Francesco Rosetta ad indossare la maglia granata.. Con il sodalizio piemontese gioca tre anni e raggiunge la massima serie, esordendo in A nella vittoria casalinga per 2-0 del 19 settembre 1948 contro l'Atalanta.
Nel 1949 si trasferisce al Genoa, sempre in Serie A. Militerà con i grifoni per due stagioni.
Nel 1951 viene ingaggiato dal Napoli di Achille Lauro ed Eraldo Monzeglio, con cui disputa diversi campionati nelle zone alte della classifica. In cinque anni colleziona con i partenopei 122 presenze e 7 reti.
Chiude la carriera all'Alessandria, nel 1957 in Serie B, centrando, sia pur con sole 3 presenze all'attivo, la sua seconda promozione in massima serie.
In carriera ha totalizzato complessivamente 227 presenze e 13 reti in Serie A e 75 presenze ed una rete in Serie B
Era il genero di Carlo Rigotti, suo allenatore al Novara.
È scomparso nel 2011 all'età di 86 anni.

### Nazionali
Castelli ha militato nell'allora nazionale giovanile, nella nazionale B ed in quella universitaria.